# Eugène Godard

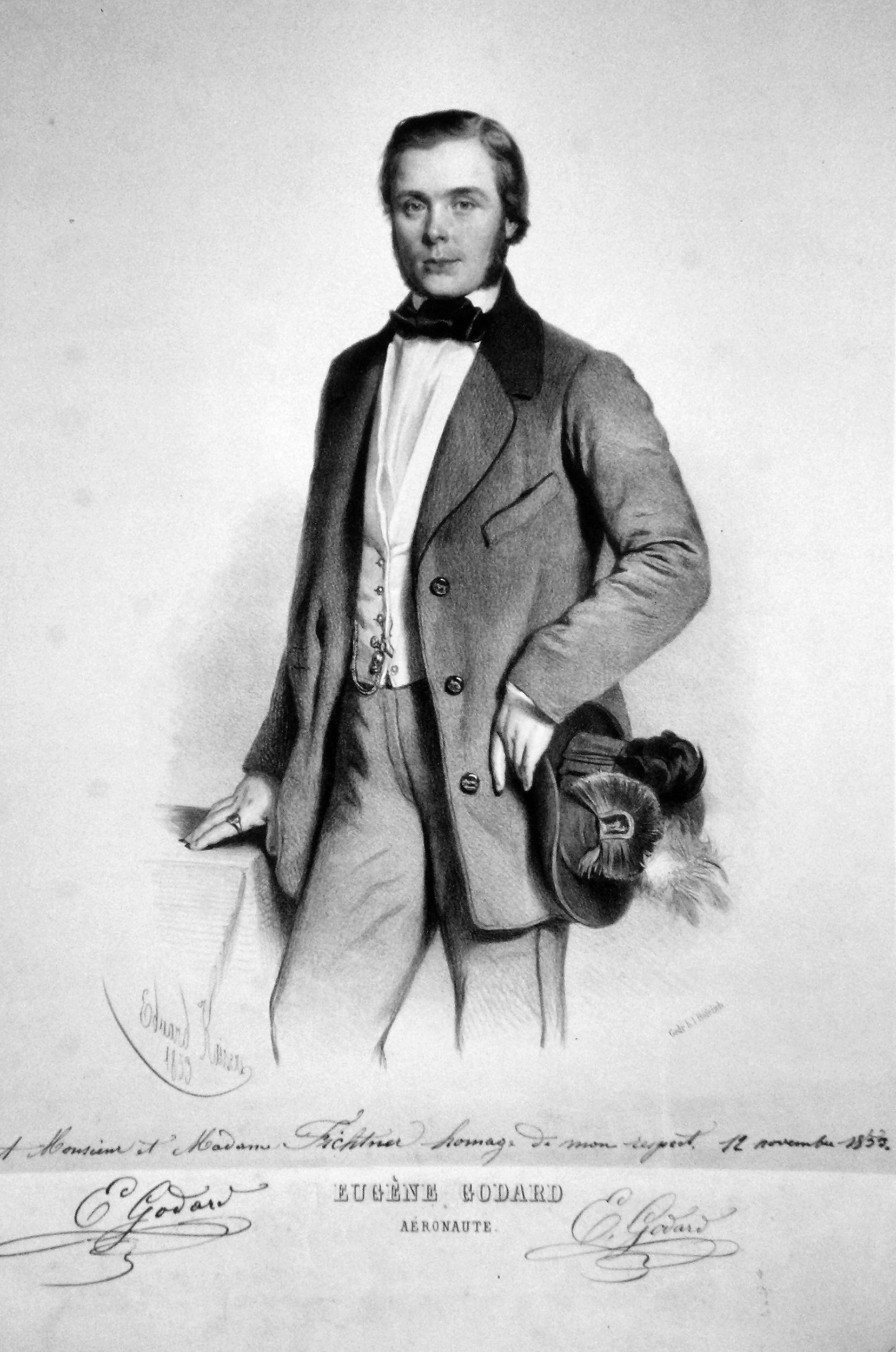
Eugène Godard, Lithographie von Eduard Kaiser, 1851

Pierre Eugène Godard (* 26. August 1827 in Clichy; † 9. September 1890 in Brüssel) war ein französischer Aeronautiker.

## Leben
Eugène Godard, Sohn eines Maurermeisters, begann seine Ausbildung 1841 in Paris an der kleinen Schule des Conservatoire national des arts et métiers mit dem Ziel, Architekt zu werden. Als er 1845 den Start eines Gasballons sah, begeisterte er sich für den Ballonflug. Er baute seinen ersten Heißluftballon, der aber nicht flog. Ab 1846 baute er erfolgreich Heißluftballons. 1847 richtete er mit seinem Bruder Louis in Lille eine Werkstatt ein und absolvierte dort seinen ersten Heißluftballonflug.
1849 ließ sich Godard in Bordeaux nieder. Dort traf er den englischen Aeronautiker Charles Green, der ihn zum Fliegen mit einem Leuchtgasballon überredete. Darauf baute Godard den Ballon le Ville de Bordeaux, mit dem er im Auftrag des Pariser Hippodromes auf der Place de l'Étoile ab 1850 viele Ballonaufstiege machte (bis 1869). An Bord des Ballons Ville de Paris führte er 1850 seinen ersten großen Flug von Paris nach Gits durch. Einen Monat später in Marseille fing dieser Ballon Feuer und stürzte ab, was Godard und die vier Passagieren überlebten. 1852 konstruierte er für Henri Giffard die Hülle für dessen erstes dampfbetriebenes Luftschiff. 1853 überflog er als zweiter Ballonfahrer von Wien aus die österreichischen Alpen. Als er 1854 anlässlich der Hochzeit Franz Joseph I. in Wien eine Reihe von Ballonaufstiegen durchführte, unterzeichnete er als Aeronaut des Kaisers von Österreich einen Vertrag mit der österreichischen Regierung für den Bau von Ballonen, die Bildung von Ballonpilotkompanien und die Durchführung von Aufklärungsflügen im Falle eines Krieges.
1855 begab sich Godard mit seiner Frau und seinem Bruder Auguste in die USA, wo er bis 1858 blieb. Er führte Ballonaufstiege durch insbesondere in New York City, New Orleans, St. Louis, Louisville, Cincinnati und San Francisco. Auf Kuba flog er 1856 mit dem Heißluftballon zusammen mit Matías Pérez, der den Ballon kaufte und später mit ihm über dem Meer verscholl. Nach einem gefährlichen Aufstieg an Bord des Ballons l'Américain bei einem Sturm in Cincinnati erfand er den Reißstreifen für die schnelle Ballonentleerung. 1856 flog er als erster mit Passagieren in Kanada von Montreal nach Pointe Olivier in der Provinz Québec.
1859 reiste Godard mit seiner Familie nach Italien zur Teilnahme am Sardinischen Krieg. Godard trat unter Bruch seines Vertrages mit Österreich in die Dienste Napoleon III. als Aufklärer in Heißluftballons. Ab 1860 baute er wieder Heißluftballons mit speziellen Lufterhitzern, die als Montgodardfières bekannt waren. 1863 wurde er Aeoronaut des Kaisers. Er bekam den Auftrag für den Ballon Le Géant (6.000 Kubikmeter Volumen zum Transport von 50 Mann) mit einer zweistöckigen Gondel mit Dunkelkammer für Luftfotografie für den Fotografen Nadar. Dieser Ballon regte Jules Verne zu seinem Roman Fünf Wochen im Ballon an. Er baute den Riesenheißluftballon l'Aigle mit 14.000 Kubikmeter Inhalt. 1864 wurde sein Sohn Eugène Godard II geboren. 1866 erfand Godard ein neues optisches Telegrafensystem, für das sich das Militär interessierte. 1867 führte er mit Camille Flammarion wissenschaftlich interessante Ballonaufstiege durch.

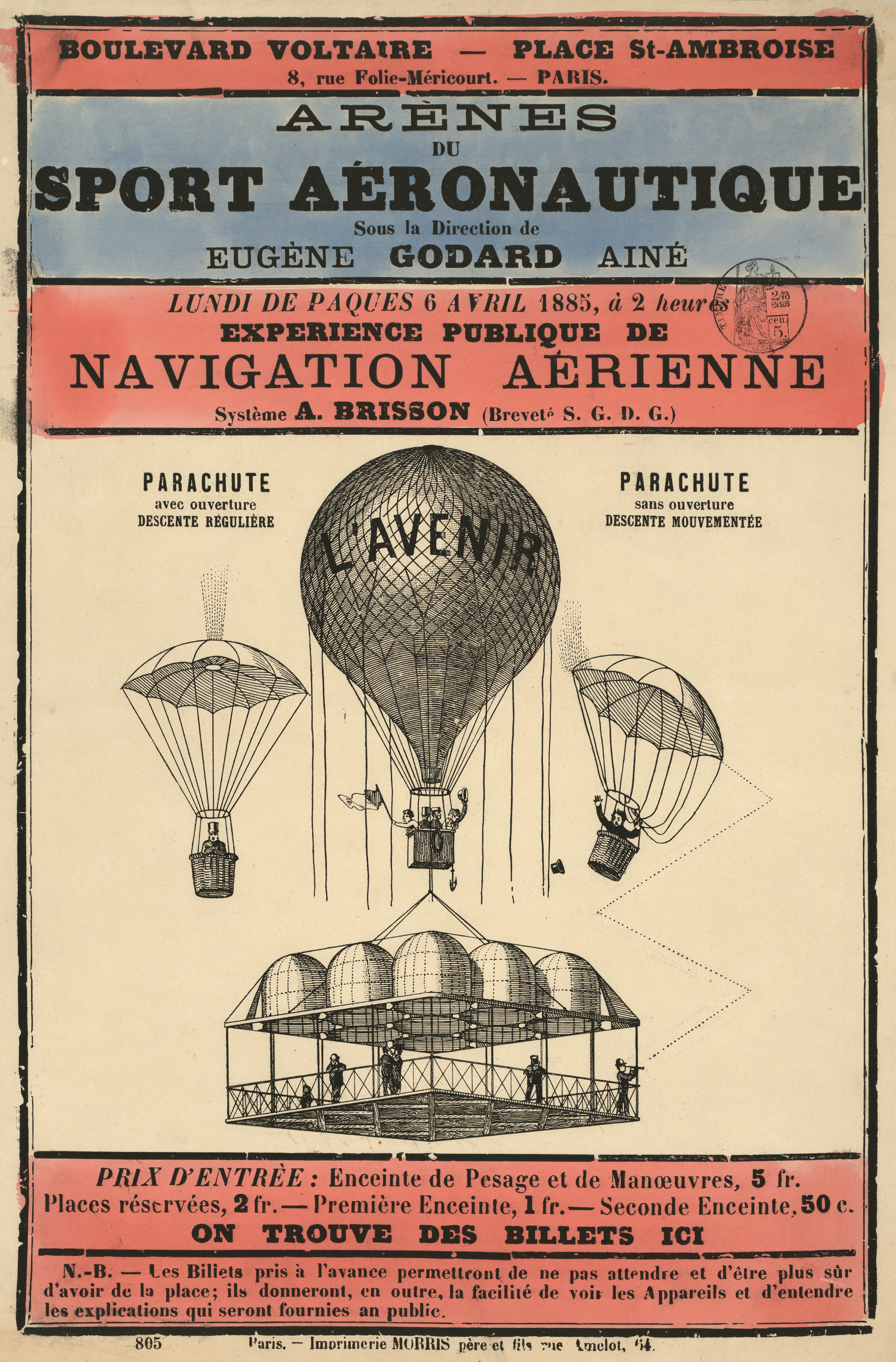
Godards Ballonflugplakat 1885

1870 während des Deutsch-Französischen Krieges organisierte er Aufklärungsfesselballonflüge in Paris. Die provisorische Regierung beauftragte ihn, Luftpostballone zu bauen. Darauf baute er mit seiner Frau und seinem Bruder Jules in der Pariser Gare d’Orléans und 1871 in der Gare de l’Est 33 Ballone. Nach dem Ende der Belagerung von Paris ließ er sich in Nantes nieder. 1872 veröffentlichte er die Schrift De la Direction des ballons. Lettres à M. Dupuy de Lôme. 1873 flog er in Amiens mit seinem Sohn Eugène II und mit Jules Verne als Gast, dessen einziger Flug dies war. 1878 war Godard Pilot von Henri Giffards großem Fesselballon in den Pariser Tuilerien. Ab 1884 arbeitete er zusammen mit seinem Neffen Louis II und Gabriel Yon in den Grands Ateliers Aérostatiques auf dem Pariser Champ de Mars, der damals bedeutendsten Ballonfabrik. 1885 organisierte Godard als Direktor der Arènes du sport aéronautique den ersten Ballonflugwettbewerb in Frankreich. 1888 ließ er sich in Brüssel nieder, wo er dann starb. Begraben wurde er auf dem Friedhof Saint-Ouen bei Paris.